# Shem Kororia
Shem Kororia, född den 25 september 1972, är en kenyansk före detta friidrottare som tävlade i medeldistanslöpning.
Kororia deltog vid VM 1995 i Göteborg där han blev trea på 5 000 meter på tiden 13.17,59. Han vann även guld vid VM i halvmaraton 1997 på tiden 59.56. Han är därmed en av få som sprungit loppet under en timme.

## Personliga rekord
- 5 000 meter - 13.02,80
- 10 000 meter - 27.18,02
- Halvmaraton - 59.56
- Maraton - 2:09.32